# Оберлайхтерсбах
Оберлайхтерсбах (нем. Oberleichtersbach) — община в Германии, в земле Бавария.
Подчиняется административному округу Нижняя Франкония. Входит в состав района Бад-Киссинген. Подчиняется управлению Бад Брюккенау. Население составляет 2050 человек (на 31 декабря 2010 года). Занимает площадь 27,60 км².
Община подразделяется на 5 сельских округов.

## Население
По оценке на 31 декабря 2015 года население общины Оберлайхтерсбах составляет 2062 чел. 

| Дата      | 1840 | 1871 | 1900 | 1925 | 1939 | 1950 | 1961 | 1970 | 1987 | 2011 |
| --------- | ---- | ---- | ---- | ---- | ---- | ---- | ---- | ---- | ---- | ---- |
| Население | 1471 | 1422 | 1351 | 1505 | 1409 | 1826 | 1490 | 1653 | 1787 | 2044 |

| Год       | 1960 | 1970 | 1980 | 1990 | 2000 | 2009 | 2010 | 2011 | 2012 | 2013 | 2014 | 2015 |
| --------- | ---- | ---- | ---- | ---- | ---- | ---- | ---- | ---- | ---- | ---- | ---- | ---- |
| Население | 1480 | 1655 | 1737 | 1892 | 2060 | 2051 | 2050 | 2020 | 2026 | 2046 | 2033 | 2062 |